# 곤도산
곤도산(영어: gondoic acid) 또는 11-에이코센산(영어: 11-eicosenoic acid)은 다양한 식물성 기름(특히 호호바 오일) 및 견과류에서 발견되는 단일불포화 오메가-9 지방산이다. 곤도산은 에이코센산의 한 종류이다.

## 같이 보기
- 불포화 지방산
- 오메가-9 지방산